# Anys obscurs
|  | «edat fosca » redirigeix aquí. Vegeu-ne altres significats a «edat fosca grega». |

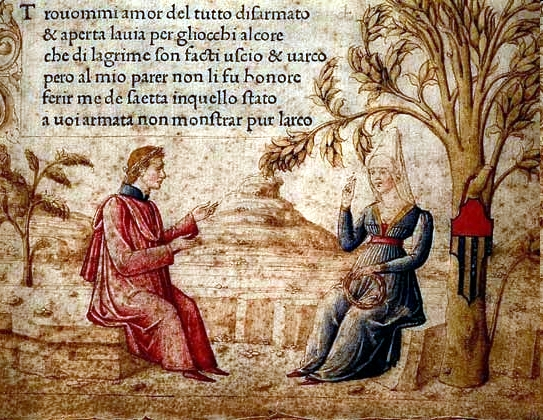
Laura i Petrarca

Anys obscurs o edat fosca, en la historiografia europea, és el període que tradicionalment inclou de la caiguda de l'Imperi Romà d'Occident el 476 a l'any 1000. L'edat mitjana, en canvi, acaba amb la caiguda de Constantinoble el 1453. Ha estat considerada tradicionalment com un període de tenebra, violència i irracionalitat en què la civilització europea toca fons després de les brillants etapes de l'antiguitat clàssica grecoromana i just abans de tornar a enlairar-se amb el Renaixement. La imatge negativa del mil·lenni medieval condiciona encara la imatge popular que se'n té.
Les troballes de l'arqueologia i d'altres disciplines acadèmiques en el segle XX han projectat molta llum nova sobre aquest període, i ens han ofert una comprensió més matisada dels seus aspectes positius. Han aparegut uns altres termes per a ubicar temporalment aquest període: Darrera Antiguitat, Primera edat mitjana, i Grans Migracions, depenent de sobre quins elements culturals s'hi posi l'èmfasi.
Quan al segle xix va començar l'estudi acadèmic modern de l'edat mitjana, el terme "Anys obscurs" es va quedar al principi, amb totes les seves connotacions crítiques. Avui, però, els historiadors fan servir el terme "Anys obscurs" en sentit neutre, és a dir, per a expressar la idea que els esdeveniments del període sovint ens semblin "foscos" només en termes comparatius amb altres èpoques.

## Origen: Petrarca
La idea pejorativa d'edat mitjana emergeix al segle xiv en els prolegòmens del Renaixement italià amb l'humanista Francesco Petrarca, si bé el terme no serà fixat fins als segles XVI-XVII. Al seu poema Africa (1336), al·ludeix a un Medium tempus de decadència cultural que identifica amb la seva època per oposició a les glòries del passat clàssic, i, a la vegada, expressa la seva convicció en l'arribada d'un temps nou d'esplendor, que els humanistes italians que el van succeir identificaran ja plenament com el Renaixement. Petrarca escriu: 
"El meu destí és viure enmig de tempestes variades i confuses. A tu, en canvi, si -com espera i desitja la meva ànima- em sobrevius molts anys, t'esperen potser temps millors; aquest sopor d'oblit no ha de durar eternament. Esvaïdes les tenebres, els nostres nets podran caminar de nou en el pur resplendor del passat".
PETRARCA. Àfrica, XI, 451-57
Des de Petrarca es comença a desenvolupar el concepte i el terme "edat mitjana" amb diferents expressions en les llengües romàniques i germàniques: Medii dictatores (Salutatti, 1395), Media philosophia (Biondo, 1443), Temps moien (Anònim, 1453-61), Media tempestas (G. Andrea, 1469), Media antiquitas (Poliziano, 1494), Mitlerjare i mitteljärig (J. von Watt, Vadianus, 1519-25), Medium tempus (Heerwagen, 1531), Media aetas (J. von Watt, Vadianus, 1537-1605), Mittle alter (A. T. von Glarus, 1538), Moyen aage (Pasquier, 1560-65), Medium aevum (Lipsius, 1596) i Medium seculum (Emnius, 1598). El concepte pejoratiu i el terme queden fixats el 1688 pel pedagog suís Christopher Keller, a qui molts medievalistes consideren el creador definitiu de la idea d'edat mitjana.
Aquest concepte estava pensat originalment com una crítica a la manca de caràcter de la darrera literatura llatina. Els historiadors posteriors van expandir el terme per a referir-se al període de transició entre l'antiguitat clàssica i l'alta edat mitjana, per a descriure un període caracteritzat no només per la manca de literatura en llatí, sinó també la manca d'història escrita contemporània, la decadència demogràfica general, i la limitada activitat constructiva i cultural (que es posa de manifest, per exemple, en l'empobriment de la tecnologia, com es veu en el cas de la ceràmica). Posteriorment, la cultura popular ha usat el terme per a descriure l'edat mitjana com un temps d'endarreriment, estenent el seu ús pejoratiu i ampliant el seu abast.
El descrèdit del període medieval introduït pel Renaixement italià amb clares intencions propagandístiques i d'autoafirmació cultural al servei del projecte de rellançament d'Occident es veu reforçat per la percepció del període, plenament coincident en els efectes, de la reforma protestant. Els autors luterans utilitzen l'edat mitjana com a arma llancívola contra els seus rivals catòlics presentant-la com el període de foscor en què l'Església s'hauria corromput i hauria oprimit el poble, pervertint el sentit original del missatge de Crist.

## Superació del concepte
L'únic contrapunt és en la visió idealitzada aportada pels romanticisme com a nostàlgia d'un temps pur en què es van formar les cultures nacionals europees. No obstant això, des de mitjan segle xx, diversos historiadors i medievalistes han rebatut la concepció del període medieval com una etapa de foscor i regressió de la civilització .
Però seria en el marc del racionalisme del XVII i la Il·lustració francesa del xviii, que impulsa la idea de "progrés" (nucli en el XIX del positivisme comteà o el marxisme) que la imatge contemporània dels segles medievals com una era de tenebra adquireix un estatus "científic". Com assenyala Alain Guerreau, "el terme mateix d'Il·lustració (Lumières, en francès) implica que fins aleshores regnava la foscor (en els termes alemany i anglès el significat és encara més evident, Aufklärung i Enlightenment)".
El segle xviii condemnarà la medievalitat en tots els àmbits del saber. Així, Adam Smith va presentar l'edat mitjana com un temps d'anarquia i estancament econòmic en què el feudalisme obstaculitzava el desplegament del lliure mercat capitalista; Jean-Jacques Rousseau  i, en general, els philosophes i historiadors de les Llums, entre els quals Edward Gibbon, van denunciar la tirania i l'arbitrarietat i van crear la noció d'obscurantisme medieval. La reivindicació del Renaixement que en el XIX fan autors com Burkhardt s'imposarà a la imatge idíl·lica del període que prova de difondre el romanticisme, moviment a la vegada desacreditat pels racionalistes.
Si la Il·lustració era la fi de la "minoria d'edat de l'home", en la famosa definició de Kant, l'edat mitjana emergia de nou com el negatiu necessari per legitimar un recomençament de la cultura a cavall d'un nou cànon de racionalitat que precisament es legitimava en l'aspiració a superar definitivament la pretesa foscor del passat com a vehicle d'alliberament de la consciència europea.